# میلان (میزوری)
میلان (به انگلیسی: Milan) یک شهر در ایالات متحده آمریکا است که در شهرستان سولیوان، میزوری واقع شده‌است. میلان ۴٫۶۱ کیلومتر مربع مساحت و ۱٬۹۶۰ نفر جمعیت دارد و ۲۹۷ متر بالاتر از سطح دریا واقع شده‌است.